# ليونارد ماندل
ليونارد ماندل (بالإنجليزية: Leonard Mandel)‏ (و. 1927 – 2001 م) هو فيزيائي، وأستاذ جامعي من الولايات المتحدة الأمريكية . ولد في برلين . وكان عضواً في الأكاديمية الأمريكية للفنون والعلوم .

## مناصب وهيئات
أدار جامعة روتشستر، وكلية لندن الإمبراطورية.

## جوائز
حصل على جوائز منها:
- قلادة فريدريك آيفس (1993)
- جائزة ماكس بورن [الإنجليزية]‏ (1982).